# Apeadeiro de Fuseta-A
O apeadeiro de Fuseta-A (nome assim tradicionalmente grafado pela C.P. mesmo após 1945, apesar da unanimidade especializada preconizar "Fuzeta"), é uma interface da Linha do Algarve, que serve a localidade de Fuzeta, no concelho de Olhão, em Portugal.

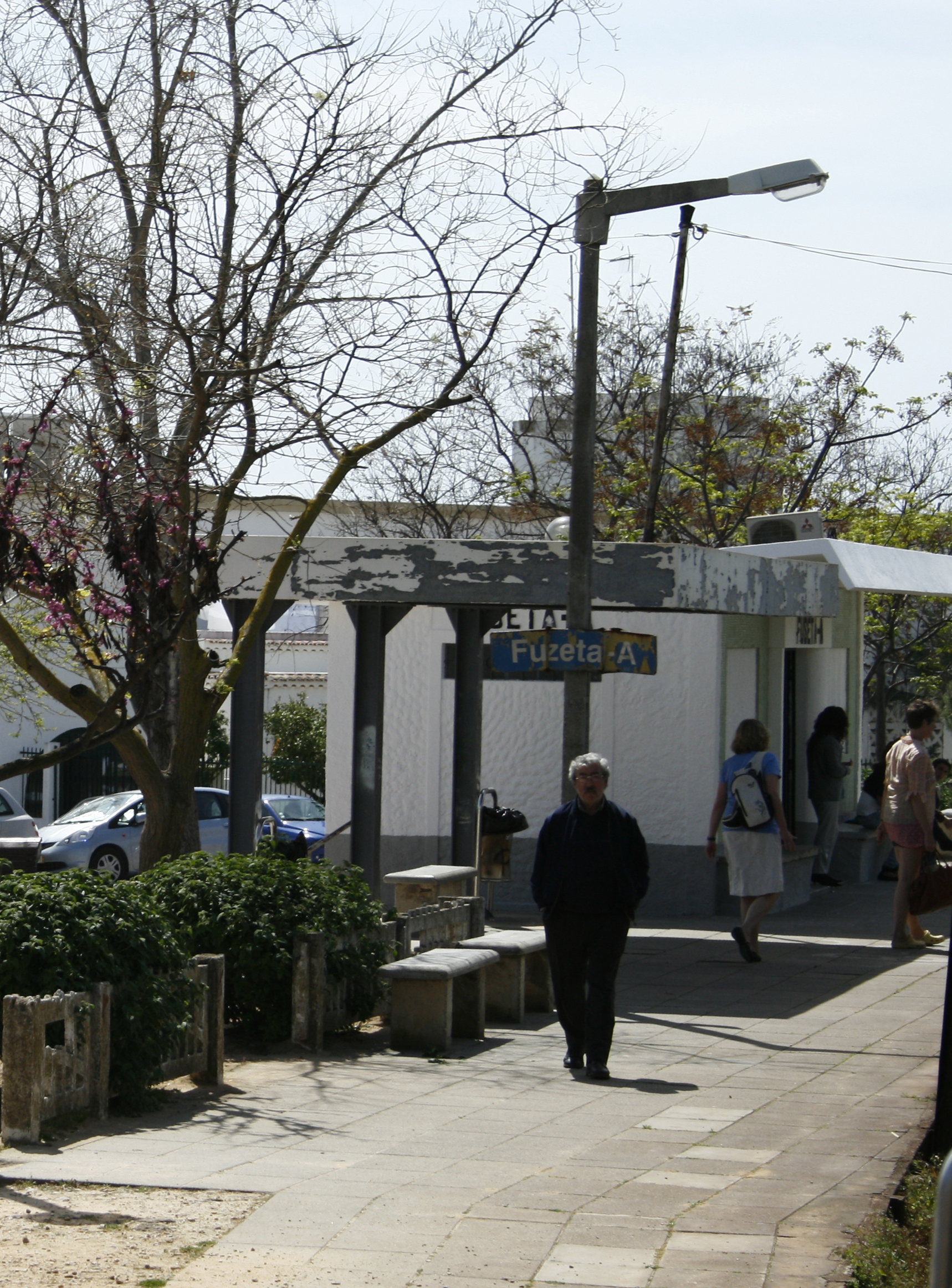
O apeadeiro, em 2010.

## Descrição

### Localização e acessos

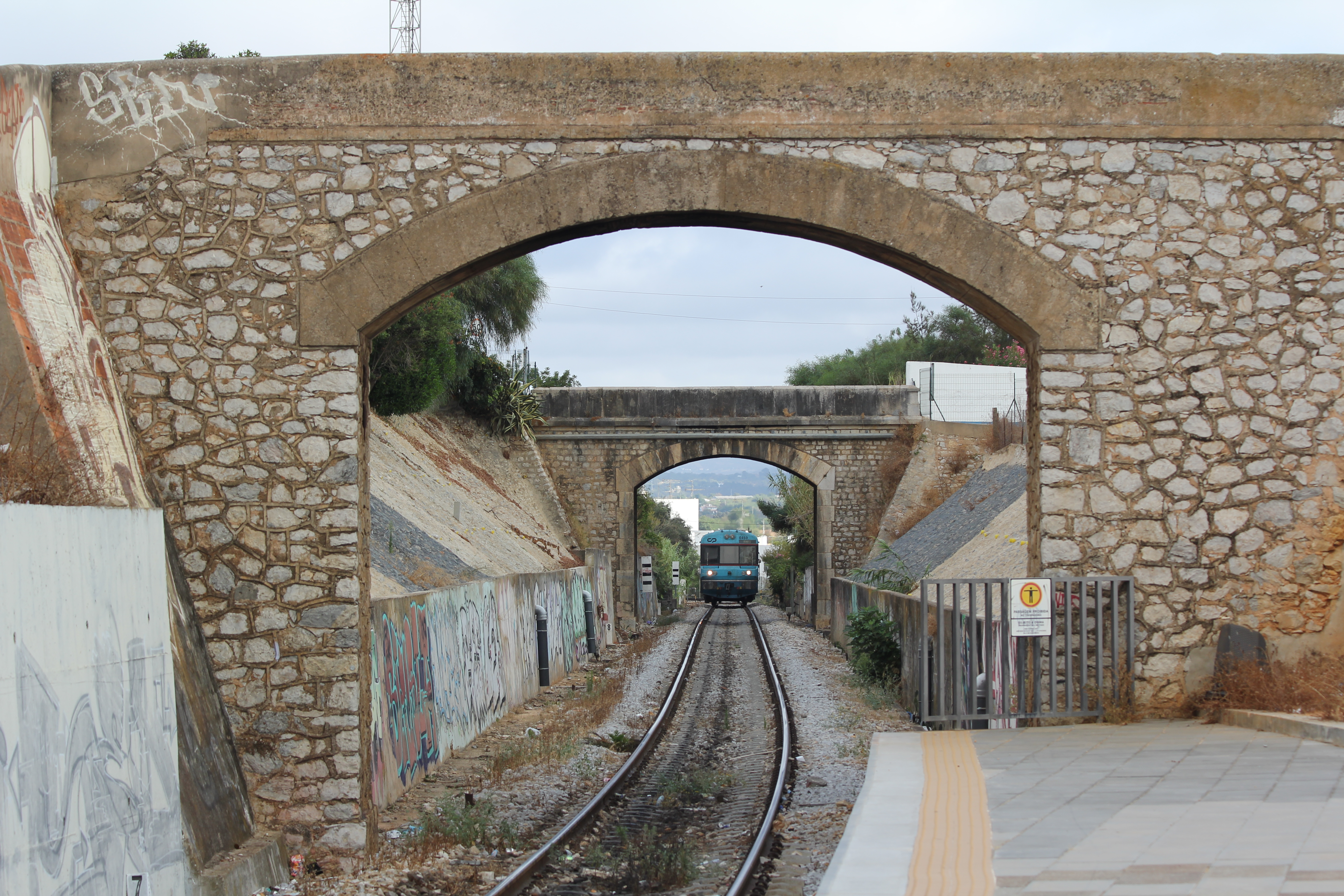
Vista para a via, em trincheira, a norte do apeadeiro de Fuseta-A, em 2019, aproximando-se a automotora 0460 em serviço regional; vê-se a ponte pequena e, ao fundo, a ponte grande, que levam as ruas epónimas.

Este apeadeiro situa-se junto à Rua de São Gonçalo de Lagos, na localidade de Fuzeta. Dista 570 m do Largo 1.º de Maio, menos que os 879 m que daí dista a estação nominal primária da localidade. O abrigo de plataforma situa-se do lado nascente da via (lado direito do sentido ascendente, a V.R.S.A.).

### Infraestrutura
Como apeadeiro em linha em via única, esta interface tem uma só plataforma, que tem 80 m de comprimento e 685 mm de altura.

### Serviços
Em dados de 2023, esta interface é servida por comboios de passageiros da C.P. de tipo regional tipicamente com treze circulações diárias de Faro a Vila Real de Santo António e doze no sentido oposto.

## História
Este apeadeiro está situado no lanço da Linha do Algarve entre Olhão e Fuseta, que foi inaugurado em 1 de Setembro de 1904, sendo então considerado parte do Caminho de Ferro do Sul.

Em 1 de Novembro de 1954, a Companhia dos Caminhos de Ferro Portugueses iniciou os serviços de automotoras entre Lagos e Vila Real de Santo António, sendo uma das interfaces servidas a da Fuzeta A, que então era considerada apenas como uma paragem.